# دانيال فيرو
دانيال فيرو (بالإنجليزية: Daniel Ferro)‏ هو مغني أوبرا ومغني أمريكي، ولد في 10 أبريل 1921 في نيويورك في الولايات المتحدة، وتوفي بنفس المكان في 18 نوفمبر 2015.

## وصلات خارجية
- دانيال فيرو على موقع ميوزك برينز (الإنجليزية)
- دانيال فيرو على موقع أول ميوزيك (الإنجليزية)
- دانيال فيرو على موقع ديسكوغز (الإنجليزية)